# Ron Michels
Ronny Martinus Maria Michels –conocido como Ron Michels– (Tilburg, 23 de julio de 1975) es un deportista neerlandés que compitió en bádminton, en la modalidad de dobles mixto.
Ganó tres medallas de bronce en el Campeonato Europeo de Bádminton entre los años 1992 y 1996.

## Palmarés internacional
| Campeonato Europeo | Campeonato Europeo       | Campeonato Europeo | Campeonato Europeo |
| Año                | Lugar                    | Medalla            | Prueba             |
| ------------------ | ------------------------ | ------------------ | ------------------ |
| 1992               | Glasgow (Reino Unido)    | Medalla de bronce  | Dobles mixto       |
| 1994               | Den Bosch (Países Bajos) | Medalla de bronce  | Dobles mixto       |
| 1996               | Herning (Dinamarca)      | Medalla de bronce  | Dobles mixto       |